# Dorina Korsós
Dorina Korsós (n. 3 septembrie 1995, în Kecskemét) este o handbalistă maghiară care joacă pentru Rapid București pe postul de extremă stânga. Korsós este și componentă a selecționatei naționale a Ungariei.
Dorina Korsós a făcut parte din naționala de junioare a Ungariei care a terminat pe locul patru la Campionatul European pentru Junioare din 2011, fiind învinsă în meciul pentru medalia de bronz de echipa Norvegiei, cu scorul de 28-16. În 2013, împreună cu naționala de tineret a Ungariei, a obținut medalia de argint la Campionatul European pentru Tineret desfășurat în Danemarca.

## Palmares
- Campionatul European pentru Tineret:
  -  Medalie de argint: 2013

- Liga Campionilor:
  -  Câștigătoare: 2013, 2014, 2017
  -  Finalistă: 2016
  - Sfertfinalistă: 2015, 2023
  - Grupe: 2024

- Liga Europeană:
  - Turul 3: 2021, 2022

- Cupa EHF:
  - Grupe: 2019
  - Turul 3: 2018
  - Turul 2: 2020

- Nemzeti Bajnokság I:
  -  Câștigătoare: 2012, 2013, 2014, 2016, 2017

- Magyar Kupa:
  -  Câștigătoare: 2012, 2013, 2014, 2015, 2016

- Handball-Bundesliga Frauen:
  -  Medalie de bronz: 2019

- DHB-Pokal der Frauen:
  -  Medalie de bronz: 2018, 2019
  - Semifinalistă: 2021

- Liga Națională:
  -  Câștigătoare: 2022
  -  Medalie de argint: 2023, 2024

- Supercupa României:
  -  Finalistă: 2022, 2023

## Distincții individuale
- Cea mai bună apărătoare din Liga Campionilor: 2014-2015;[10][11]